# Eremogone angustisepala
Eremogone angustisepala là loài thực vật có hoa thuộc họ Cẩm chướng. Loài này được (McNeill) Ikonn. mô tả khoa học đầu tiên năm 1973.